# Historia del Club Irapuato
El Club Irapuato es un equipo de fútbol mexicano, de la ciudad de Irapuato Guanajuato, Fue fundado el 15 de febrero de 1911
El club ejerce de local en el Estadio Sergio León Chávez, inmueble ubicado en la zona centro de Irapuato, Guanajuato con capacidad para 26,000 espectadores.
El Equipo fresero ha participado durante 4 etapas en la primera división (de 1954 a 1971; 1985 a 1991; 2000 a 2001 y 2003 a 2004); en ninguna llegó a protagonizar seriamente; sus mayores logros lo ha conseguido en las divisiones de plata con 2 títulos en segunda división (1953-54; 1984-85 al derrotar a Pachuca) mientras perdió 4 finales ante Ciudad Madero en 1972-73; U A de G (1973-74; Zacatepec 1977-78; Tampico Madero 1993-94). 4 títulos de primera división A; (invierno 1999 derrotando a Zacatepec, verano 2000 derrotando a Cruz Azul Hidalgo, invierno 2002 derrotando a La Piedad, clausura 2011 derrotando a Tijuana) mientras ha protagonizado 2 series por el ascenso ganando una a León en verano 2003; y cayendo en la otra contra Xoloitzcuintles de Tijuana (clausura 2011).

## Inicios 1911-1930
El primer equipo guanajuatense que existió se fundó en el año de 1911 en la ciudad de Irapuato, y su nombre era Club Deportivo Irapuato, entre sus fundadores se encontraba Pedro Garnug, y otro más que fue todo un personaje en el fútbol de Guanajuato, el señor Diego Mosqueda, que más tarde en 1920 irónicamente sería fundador del principal rival del Irapuato, el Club León que en aquel entonces se le llamó León Atlético.
Por esa época y un poco después de los equipos mencionados, surgió el Imperio y el Águila, pero sigamos con la historia, cuando llegó Diego Mosqueda a León, hace el equipo León Atlético y lo primero que se le ocurrió fue precisamente hacer una serie entre el Tigres de Irapuato y Leones de León, corría el año de 1925 y podemos decir que en ese año se inició la rivalidad entre Irapuato y Club León.
Irapuato ganó la serie. También se dijo que se hizo la mesa directiva al formarse la liga Municipal, los nombres que dieron fueron los correctos y organizaron el primer campeonato con el deportivo Irapuato, el Internacional, el Marte, el Isco y el Atlético. Al inaugurarse el campeonato, se hizo un torneo relámpago que ganó el Marte, pero hay que decir, que ese primer campeonato no pudo terminarse por diferencias entre el Irapuato y el Isco.
El Isco apareció primeramente con el nombre de Blanco y Negro, pero después le pusieron la razón social de Irapuato Shoe Company. Pero si en 1927 no se terminó el campeonato, en 1928 si, con la participación del Deportivo Irapuato, Isco y Atlético, el Marte definitivamente se había retirado hacia unos cuantos meses por esa dificultad lastima grande que no me acuerdo de quienes integraban ese equipo.
Volvamos con el campeonato de 1928. La final fue disputada por el Deportivo Irapuato y el Deportivo Internacional, las alineaciones para este juego fueron: Kurt Lenk en la portería; Antonio Aguilar y José Núñez en la defensa; Julián Ramírez, Francisco Belman y Salvador Silva en la línea media y Antonio “El Gato” Baltazar, Crisóforo Juárez, Secundino Alvarado y Teófilo y Juan Aguilera adelante, el uniforme de este equipo era el de camiseta blanca y Calzones negros.
Al empezar la temporada de 1929, se formó el Club Deportivo ECO, sostenido y auspiciado por el Mayor Aristeo Saldivar quien vino a Irapuato para hacerse cargo del Hospital Militar como administrador, era un gran deportista, no solamente fundó el ECO, sino ayudó muchísimo a Isco, no obstante que contaba con el respaldo muy valioso de otro gran señor: Bernardo Guerrero.
Había crecido tanto la afición que fue necesario buscar terrenos fuera de la estación de los ferrocarriles, dichos terrenos se encontraban por la calle Chapultepec y los cedieron a préstamo los Hermanos Aguilera. Se hizo el estadio y en ese ano de 1929, fue inaugurado con un juego entre el campeón Deportivo Irapuato y el San Francisco de Angamacutiro, ganando los locales. Por conveniencia del propio Club Deportivo, el campo fue comprado por los jugadores, cambiándole el nombre por el campo Águila.
Los torneos municipales continuaron celebrándose a base de los equipos Deportivo Irapuato, Isco, Eco y el Atlético.
En ese año de 1929, llegó a Irapuato el general Jaime Carrillo un gran aficionado al fútbol, debiéndose a su iniciativa la construcción de un moderno estadio al que se le puso el nombre de Álvaro Obregón, con una capacidad de mil personas, con tribunas cómodas, una central de honor y su pista de atletismo.
Precisamente en ese campo se celebró el primer juego Internacional en esta ciudad con el famoso conjunto “Sabaria” de Hungría, enfrentándose a un equipo de Irapuato que fue integrado por Kurt Lenk en la portería; “El Chicago” Mata y Julio Suárez en la defensa y el “Chino” Santibáñez, ‘El Caparrataz” y Belman en la media, siendo los delanteros Jesús Vaca Gaona, Gutiérrez ‘El Corrientes”, Esteban García, Julián Ramírez y Raff. Ganaron los húngaros con un marcador de 3 a 1, que no era un mal resultado.
En este nuevo estadio, vinieron los equipos capitalinos del Germania, España, Club América, Asturias y Necaxa. Ya en el ano de 1930, se formó la asociación estatal de fútbol siendo el primer presidente, el Mayor Aristeo Saldivar y de secretario Jesús Vaca Gaona y ellos dos asistieron a la formación de la Federación Mexicana de Fútbol y la Confederación Deportiva Mexicana.

## Época Profesional
El Club Deportivo Irapuato que conocemos actualmente, esta en segunda división y se fundó en 1948 y desde entonces se ha mantenido poco tiempo en la Primera división mexicana por diferentes problemas. Desde sus inicios el club ha tenido varios problemas en los años 1948 y 1949 existieron varios equipos en Irapuato, hasta que decidieron fusionarse y formar 1 solo para competir en la Segunda división mexicana. Es por esta confusión que el año en que la Trinca fue fundada no se sabe con exactitud, algunas versiones manejan 1948 y otras 1949. De lo que se tiene registro, es de que en 1949 el "Club Deportivo Irapuato, A.C." inicio actividades participando en un torneo realizado en el centro del país. Los fundadores de este Irapuato fueron el Coronel Oscar Bonfilio y el Profesor Jesús Vaca Gaona, 2 hombres con pasado futbolístico, ya que el coronel había participado en los Juegos Olímpicos de Ámsterdam 1928 y como portero titular de la Selección mexicana de fútbol en el mundial de Uruguay 1930.
La actual franquicia que representa estos colores, desde 2007, es "Club Irapuato Por Siempre".

## Primer Ascenso
El Club Irapuato fue uno de los fundadores en 1950 de la Segunda División de México y tres temporadas después logró el Ascenso ante el Club Deportivo Zamora 2-1 bajó la dirección del Profesor Felipe Castañeda. El Club debutó el 22 de agosto de 1954 dentro de la temporada 1954-1955 en tierras Morelenses ante el Zacatepec con derrota por 4-5. En la segunda fecha en su antiguo estadio el "Revolución" se presentó ante su afición contra Puebla FC al que venció 4-0. En la tercera jornada inició la rivalidad contra el Club León empatando 1-1.
Su mejor temporada fue en 1963-1964 cuando ocupó la cuarta posición sumando 32 puntos quedando a 5 unidades del Guadalajara campeón ese año. Irapuato desde su ascenso reclutó importantes jugadores como Ligorio López primera figura del equipo en los 50, Jaime Belmonte, importante elemento de selección nacional de los 50 y que ayudó en Suecia 58 a obtener el primer punto en mundiales al empatar ante Gales en Solná, Suecia; de ahí nombrado el "héroe de Solná". Otros como el argentino Alberto Etcheverry que al mostrar su capacidad goleadora saldría para Pumas, Tedesco Lomelín, Jaime Ortiz, Salvador Ruiz, Luis Cazaña goleadores importantes en los 60. Después de 1967 el club comenzó a disminuir en goleadores pues importantes elementos eran cedidos por no contar con capital para pagarles mejor, el ídolo fresero Belmonte se retiraría al concluir la campaña de 1969 sin embargo volvería del retiro en 1970 para apoyar la trinca que irremediablemente se hundió al finalizar la campaña de 1971.

## Primer descenso
Al Irapuato en esa última campaña se dividió la liga en 2 grupos denominados "corsarios" y "piratas" el sistema de calificación otorgaba la liguilla a los primeros 4 lugares, mientras los 2 últimos de cada grupo iban a la liguilla del no descenso; formó parte del grupo "corsarios" con el Monterrey, Guadalajara, Puebla F.C., Atlante, Pachuca, UNAM, Toluca y el Torreón.
Quedaría en último lugar de su grupo con solo 16 puntos, tendría que jugar la liguilla con el Torreón y los otros 2 equipos sotanearos del otro grupo Atlético Español y Veracruz. El primer partido lo jugó contra los escualos y fueron vencidos 3-1, el partido de vuelta quedaría 0-0 por lo que el Irapuato tendría que disputar su permanencia en el último partido. Jugó contra el Torreón en Guadalajara y perdería 1-0, así fue como el Irapuato volvía a la segunda división. También obtuvo un récord negativo, pues sumó 21 juegos sin ganar entre 1970 y 1971. su estancia duró 18 años en primera. La deshonrosa marca sería abatida por el Veracruz con 41 juegos consecutivos sin ganar entre 2018 y 2019.

## En Segunda División
Ya de regreso a segunda, siempre fue protagonista y en 1973, apenas en su primera temporada en se le presentó la oportunidad de volver a primera. Llegó a la final en la cual enfrentó al Ciudad Madero, en el primer encuentro quedarían 0-1 a favor del Irapuato que ganó como visitante, todo parecía puesto para que el Irapuato regresara al máximo circuito, pero un sorpresivo 2-0 del Madero en Irapuato hizo que el marcador global quedara 2-1 y con ello el CD. Madero consiguió el ascenso.
En la temporada 1974-1975 de la Segunda división mexicana se presentaría la segunda oportunidad de regresar, se jugó una final de ascenso a 1 solo partido en contra de los Tecos de la UAG. En este partido la trinca volvería a caer por marcador de 1-0. El encuentro se realizó en la Ciudad de México.
Se dice que la tercera es la vencida, sin embargo para el Irapuato no lo fue. En 1978 lograría llegar de nuevo a una final de ascenso, en esta ocasión contra el Zacatepec. Esta vez el formato fue de partido de ida y de vuelta, el primer juego terminaría 0-1 a favor del Zacatepec como visitante, mientras que el segundo acabaría 3-1, así el Irapuato con un marcador global de 4-1 en contra se quedaba en segunda división una vez más.

## Segundo Ascenso
En los ochenta inició con regulares campañas clasificando en la liguilla pero no podía llegar a una final. Así que tras una buena planeación en la temporada 1984-1985 bajo el mando del entrenador Diego Malta Solano, la trinca por fin lograba su retorno a Primera, al imponerse al Pachuca. El primer encuentro se realizó en la ciudad de Irapuato, La Trinca llevó una ventaja mínima de 2 a 1. En la vuelta se realizaría el definitivo en la ciudad de Pachuca y el Irapuato logró derrotarlos en un partido muy hostil. Después de 13 años el Club Deportivo Irapuato regresaba a la Primera división mexicana.
La trinca Fresera contaba entre sus filas con Jugadores como Anselmo Romero, Rafael Lira, Jesús Montes, Eugenio Constantino, Teodoro Orozco, entre otros.
En su reaparición en el máximo circuito la Trinca recibió a Tigres UANL el 18 de julio de 1985 en el torneo Prode 85 en la segunda jornada pues en la primera "descanso" empatando a cero, Tres días después enfrentó al América que lo goleó 5-1, el tanto fresero fue de Rafael Lira al 24' con lo que oficialmente fue el primer gol de la segunda era. Y consiguió su primer triunfo en la quinta fecha visitando al Guadalajara 2-0, goles de Rafael Lira (73') y Fernando Garduño (78'), este fue su único triunfo del torneo. El equipo terminó con 5 puntos ocupando el sitio 17 de 20.
En el torneo México 86 Irapuato inició con 5 derrotas consecutivas y fue hasta la sexta fecha que pudo ganar derrotando al Morelia de local 2-1. Luego otra situación se dio con un adeudo a Eduardo Cisneros quién se negó a jugar contra Potosino el 3 de noviembre de 1985 por falta de pago desde hace un mes, así que la directiva separó al jugador el día 13. Por cierto ese encuentro ganó la trinca 2-1. Diego Malta dirigió los 18 encuentros del torneo obteniendo 17 unidades con el lugar 12 de 20 general.
La siguiente temporada no hubo mejoría por lo que Diego Malta fue cesado arribando Daniel Haro que dirigió por 28 fechas sin resultados muy atractivos, al final los Freseros se llevaron 36 puntos con el lugar 14 de 21 equipos.
La siguiente temporada 87-88 el club se vio embargado por la sensible perdida del jugador Fernando Garduño el 29 de agosto de 1987 fallecido en un accidente automovilístico en San Juan del Río, Qro. El 21 de septiembre se realizó un partido en su memoria entre Irapuato y ex-seleccionados de México del mundial juvenil de Túnez 77 donde había sido partícipe. Ya en el torneo el técnico Daniel Haro dirigió por 11 jornadas pero al tener sumergido al equipo en el penúltimo lugar con 8 puntos fue removido por Mario Oscar Maldonado por el resto del certamen. Se concluyó con 31 puntos para quedar en 18 general de 20 equipos.
En 88-89 siguieron los malos resultados por lo que desfilarón tres entrenadores primero Maldonado fue despedido en la fecha 17, de interino quedó Oribe Maciel por una fecha y luego llegó Carlos Manuel Rodríguez sin mucha suerte. Los freseros quedaron en el sitio 16 de 20 con 32 puntos.
En 89-90 Irapuato contrató al entrenador Argentino Roberto Puppo que trajo al mexicano Adrián Camacho y al argentino Jorge Gabrich quien sería el único goleador de esta etapa al terminar con 22 goles. Pero los resultados no se dieron por lo que la directiva quitó a Puppo y puso al uruguayo Horacio Troche, a pesar de perder 11 veces no era capaz de mantener los resultados a favor y terminó como uno de los que más empates obtuvieron con 17 en total.
Además una situación se dio en el juego Monterrey-Irapuato a celebrarse el 6 de octubre de 1989, el cuadro local no se presentó así que el árbitro del cotejo León Padró Borja oficializó la inasistencia ya que no fueron advertidos de las "causas de fuerza mayor" que argumentó Monterrey, así que los Freseros que se habían presentado, protestaron pidiendo ganar el juego. La federación le dio 10 días al Monterrey para comprobar su inasistencia pero como no se demostró nada la Federación le otorgó los dos puntos con marcador 2-0. Pero inesperadamente el 27 de noviembre la asamblea de primera determina que tras una apelación del Monterrey el juego si se debe realizar así que se fija el 6 de diciembre se lleve a cabo, pero Irapuato protesta por lo que se revisa el caso y al final se obligó a jugarse el encuentro el 27 de diciembre en el Tecnológico ganando Monterrey 2-1, dos goles de Missael Espinoza por los freseros marcó Jorge Gabrich.

## Segundo Descenso
1990-1991 En esta temporada el Draft se realizó por primera vez así que la Trinca fue "desmantelada" y su figura Jorge Gabrich fue adquirido por Veracruz. Roberto Puppo regresó al mando del Irapuato que se presentó en el torneo de copa con derrota de 3-0 con tecos luego de 9 partidos no consigue calificar al quedar último de su grupo con 5 puntos.
En la temporada se presenta contra chivas perdiendo 1-0;  luego empata 3 juegos 0-0; para continuar 3 derrotas con Morelia 3-2 la primera goleada dolorosa de 6-1 en casa con pumas; y 3-0 contra Santos; hasta la jornada 8 ganaría su primero de escasos 7 triunfos ante Tigres 3-1; vuelve a caer en Veracruz 3-2; gana a Atlas 1-0 pero sufre otra goleada de 6-2 ante U de G; gana 3-0 a Cobras y pierde con Necaxa 2-1; con esa crisis alarmante vuelve el clásico de bajío la trinca sale derrotado de León 1-0; en 3 fechas evita derrotas cuando gana 2 encuentros (1-0 a Querétaro, 3-1 a Puebla y un empate 1-1 con Cruz Azul; hasta perder con Monterrey 2-1 para cerrar la primera vuelta 1-1 con Toluca;  el balance era negativo, ubicado en el fondo de la tabla con 15 puntos era inminente el pasaporte directo a segunda.
La segunda vuelta inicia con derrota 2-0 con chivas; empate 0-0 con tecos; triunfo 2-1 a Correcaminos; derrota de 5-2 con América; empate 1-1 con Morelia; derrota 4-1 con Pumas; empate 0-0 con Santos; derrota con Tigres 2-1; empate 0-0 con Veracruz; triunfo 2-1 a Atlas; la peor goleada de su historia se escribe el 7 de abril ante U de G 7-0; a partir de esa fecha (30) Irapuato se iría por completo a declive; cuando pierde 2 ante Cobras 1-0 y Necaxa 4-1; sumaria 3 empates seguidos; 3-3 con León, 1-1 con Querétaro, 0-0 con Cruz Azul, cierra con 3 derrotas que lo condenan definitivamente al descenso 3-1 con Puebla, 4-1 con Monterrey y 2-0 con Toluca; el balance de la segunda vuelta fue de 11 puntos y así era imposible salvarse.
El descenso se define en la última jornada entre los freseros y Santos quienes llegaban con 25 puntos por 26 de la trinca; previo al encuentro si ganaba Irapuato se salvaban pero como pierden el 1 de junio de 1991, 2-0 en Toluca un día antes que Santos jugara con Morelia evidentemente su destino estaba en manos de los laguneros quién envió al Irapuato al descenso cuando su resultado quedó empatado 0-0 en un juego infame y levantó sospecha de haberse arreglado.
A final la peor diferencia de goles fue la que definió el descenso pues Santos tuvo menos 18 goles contra menos 34 de la Trinca que ocupó la última posición general de 20 equipos. Lo positivo fue el Argentino Américo Scatolaro que marcó 19 veces para ser el tercer mejor goleador del torneo.

## En Segunda División de vuelta
La trinca con el retorno a segunda tardo 3 años para llegar a una final; ya que con 3 temporadas buenas quedó eliminado en semifinales las 3 ocasiones.
En 1994 Irapuato jugó su última final de Segunda División y se encontró al Tampico; los freseros quedaron en tercer lugar 45 puntos, en la final ganan el encuentro de ida 2-1; pero en Tampico salieron a especular razón por la cual los porteños se van al frente 2-0; descontó por la trinca Luis Valdés; el tercero del Tampico aniquiló anímicamente al equipo que se dedicó a jugar sucio así sufrieron 3 expulsiones y se desató una bronca general a punto de concluir el juego así con marcador adverso de 3-1 pierde la oportunidad de retornar a primera.

## En Primera División 'A'
Luego de la final el club fue vendido a directivos del Atlante que lo ocupó como su filial de la nueva Primera División 'A' de México. Varias veces el Atlante fue a jugar a Irapuato. En la temporada 94-95 Irapuato fue uno de los 15 equipos que integraron el nuevo formato de ascenso en esa misma campaña no llega lejos al quedar eliminado en la fase grupal; para 95-96 no logra clasificar a liguilla.
En torneos cortos los freseros en los dos primeros años no tuvieron importantes avances debido a que Atlante solo utilizaba "su filial" para probar jugadores e intercambiarlos y enviarle algunos veteranos sin mucha trascendencia. En la temporada 98-99 se creó un buen plantel con el objetivo de ascender. En invierno 98 Los freseros estuvieron dominando el torneo con 10 ganados, 5 empates, 4 derrotas, con 47 goles a favor por 32 en contra, para 35 unidades y el segundo lugar general; En liguilla en cuartos enfrentó a Club San Luis empatando a cero el de ida y en la vuelta la trinca mostró su poder goleando 5-0. En semifinal se subestimó al rival que fue Nacional Tijuana creyendo que le ganaría fácilmente, la ida Irapuato lo derrotó 1-0, por lo que la vuelta esperaba el pase a final, sin embargo se dio la sorpresa cuando Nacional le ganó 2-0 inesperadamente.
Verano 99 el equipo obtuvo el cuarto lugar con 32 puntos calificando de nuevo, enfrentó en cuartos a La Piedad empatando el de ida 0-0, mientras en el juego de vuelta los freseros lo golearón 4-1; En semifinal Unión de Curtidores era el rival, en la ida en León la trinca ganó 1-0, en la vuelta sorpresivamente Curtidores goleó 5-2 a Irapuato que por segunda vez falló en esta instancia, decepcionando a su afición.

## Tercer Ascenso
Invierno 1999 nuevamente se integró un plantel con jugadores como Samuel Mañez, Christian Morales, José Enrique García, y Martín Rodríguez nombrando a Juan Álvarado Martín como entrenador, en el torneo la trinca de nuevo dominó, obteniendo el segundo lugar general con 35 puntos y registrando 14 juegos invictos; en liguilla se enfrentó de nuevo en cuartos a La Piedad al que derrotó con 1-1 la ida y 2-0 la vuelta; En semifinal ante Zacatecas al que venció en la ida 1-0 y de nuevo aparecía el mal presagio de las dos semifinales pasadas, en la vuelta Irapuato por fin llegó a la final al empatar en sufrido duelo 1-1. La final fue contra Zacatepec En la ida la trinca derrotó 3-1 con dos goles de Morales y de Rodríguez, regresando en la vuelta que se complicó al final Los freseros empataron 2-2 Rodríguez y Morales marcaron y se llevaron el campeonato. Luego del título Atlante intentó desmantelarlo tratando de llevarse a elementos importantes, pero esta acción no se llevó a cabo.
En el verano 2000 el campeón continuó su dominio al quedarse el segundo lugar general con 11 triunfos, 3 empates, 5 derrotas, 44 goles a favor por 34 en contra para 36 puntos. En liguilla enfrentó a Atlético Mexiquense en la ida la trinca lo goleó 5-2, en la vuelta también lo goleó 4-1 para un incuestionable 9-3 global. En semifinal eliminó al Ángeles de Puebla con cerrado 1-1 la ida y 2-1 la vuelta, así Irapuato avanzaba a otra final. Cruz Azul Hidalgo era el rival en la ida fue un 2-2 con tantos de Martín Rodríguez y Jesús Gutiérrez y la vuelta se disputó en Irapuato el 10 de junio de 2000 por la noche ante un Sergio León Chávez que registró sobrecupo igualaron a dos tantos, obra de Christián Morales y Martín Rodríguez por la Trinca, por la visita marcaron Alejandro Corona y James Owusu. En los tiempos extra no anotaron y todo se definió en penaltis, abrió la tanda la visita, los cobros por orden fueron así: Pedro Resendiz, Josef Nemec, acertaron y fallaron Erik Marín, y Mario Ramírez el decisivo. Por los locales Martín Rodríguez, Christián Morales, Víctor Saavedra y Héctor Gómez acertaron para ganar el ascenso 4-2 en penaltis. Así, como Bicampeón, La Trinca regresó por la puerta grande al máximo circuito.

## En Primera División
En su primera temporada de vuelta en el máximo circuito, el invierno 2000, el equipo debutó ante Guadalajara empatando a cero en Jalisco, se ubicó en el grupo 2 junto al Atlas, UANL, UNAM y el Atlético Celaya. Esta temporada sería sorpresiva para el Irapuato, lograría un segundo lugar de grupo con 25 puntos en 17 partidos, y con ello el pase al Repechaje de la Liguilla que es su única participación en una liguilla de Primera División, en contra de Morelia. En la ida de locales ganaron 1-0 con gol de Francisco Gómez Portocarrero, pero la vuelta los "Monarcas" masacró 7-2. Los dos tantos de los Freseros fueron por conducto de Ramiro Briseño y el argentino Christián "Tractor" Morales.
Verano 2001
El verano 2001 el equipo prescindió de José Enrique García creativo del torneo anterior y el ascenso por diferencias con el cuerpo técnico, en su lugar arribó Antonio Mohamed pero su aporte fue nulo. Los guanajuatenses cayeron al sótano general con 13 unidades. A mediados del torneo fue cesado Juan Alvarado en su lugar llegó Mario Trejo que nada pudo hacer por evitar el último sitio. Tras la conclusión del torneo, en el Draft trascendió la venta del club a Ciudad Juárez misma que fue desmentida, pero la realidad era que Grupo Pegaso movería al club a Veracruz pues esta plaza resultaba más atractiva económicamente para ellos. A pesar de esa realidad finalmente los Freseros permanecieron en Guanajuato un torneo más.
Invierno 2001
Al siguiente torneo se refuerza con varios elementos provenientes del Atlante como el Chileno Christian Flores y Martín Boasso que tuvieron un paso casi insignificante así que la situación no mejora y es destituido Mario Trejo llegando Hugo Fernández al mando logrando rehacer al equipo con 19 puntos. Este torneo Irapuato tiene su primer campeón de goleo individual en el Uruguayo Martín Rodríguez que firmó 12 goles en 18 juegos en la temporada. El último juego de la franquicia original se desarrolla contra Santos como local empatando 1-1.

## Primera Desaparición
Finalmente ocurrió lo esperado y Grupo Pedaso el 26 de diciembre de 2001 anuncia que: Irapuato se vuelve tiburones de Veracruz y se traspasa con los mismos jugadores y cuerpo técnico. Raúl Quintero presidente de la franquicia diez razones por la salida del club como: falta de apoyo por la afición fresera y gobierno local, no encontrar comprador en Guanajuato para la franquicia, además por motivos administrativos. Esto causó una gran indignación en el sector aficionado del estado de Guanajuato. Más tarde este mismo equipo pasó a ser los Jaguares de Chiapas, cuando el equipo de Veracruz (Los originales Tiburones Rojos) lograron el ascenso a primera mediante la promoción al derrotar al Club León.
Así que Irapuato se quedaba sin fútbol el verano 2002

## Segunda Reaparición
Para el Apertura 2002 el Querétaro equipo de primera A propiedad de la promotora deportiva mexicana es traspasado a Irapuato cuando desaparecen a La Piedad en Primera División, así resurge Irapuato bajo el nombre de "Real Irapuato" el presidente fue Mauricio Ruiz Sánchez.
José Luis Saldivar fue el entrenador que como antecedente dirigió a León en primera división y había recién dirigido a Tampico el verano 2002 llevándolo a liguilla; Precisamente el platel de los guanajuatenses se conformó con elementos de Tampico que desapareció ese torneo y Querétaro; otras incorporaciones nuevas fueron el brasileño Josías Ferreira, Mariano Monroy y el veterano arquero Carlos Briones. Los freseros regresaron al profesionalismo el 11 de agosto de 2002 contra Durango empatando 3-3 con las 3 anotaciones de Josías Ferreira; en casa se presentó contra Cobras venciéndolo 2-1 goles de Pedro Muñoz y Josías Ferreira; luego de vencer a domicilio 4-2 a La Piedad volvió el clásico del bajío cuando reciben a León en la cuarta jornada derrotándolo 2-0 goles de Ferreira y Mariano Monroy; se mantendrían invictos hasta la jornada 13 cuando caen visitando a Cihuatlan 3-1; solo perderían una vez más para finalizar como líderes de grupo y segundo lugar general con 35 puntos; el mejor goleador fue Josías Ferreira con 15 goles seguido de Ariel González con 9.
La liguilla se enfrentó contra Oaxaca, perdiendo el de ida 2-1 el gol fue de Ariel; para la vuelta Irapuato gana 3-1 goles de Samuel Terres, Ferreira; en cambio Oaxaca marco mediante el antiguo goleador fresero Cristian Morales; el empate global favoreció a los freseros por su ubicación general. Tapatío fue el rival de semifinal; le gana el de ida 1-0 con gol de Ferreira; en la vuelta golean a los jaliscienses 4-2 con una tripleta de Ferreira más otro de Ariel González; por los tapatios descontó "maza" Rodríguez y Juan Pablo Alfaro.
Los Reboceros La Piedad que fueron líderes eran el rival final; el de ida se celebra el 18 de diciembre en Irapuato con empate 0-0; para la vuelta el 21 de diciembre en el Juan N. López nuevamente igualan 0-0. En tiempo extra sigue el empate y son necesarios los penales los freseros anotaron mediante: Ferreira, García Reza, Antonio Chávez, fallo Ariel González; La Piedad cobro así: Ricardo Sánchez, José Carlos Días, Marco Cerecero, José Galindo; falló Eduardo Fuentes; en la sexta ronda definitiva fallo primero Luis Francisco García y Raymundo Montalvo ante la presión local marcó el definitivo de esa manera Irapuato se imponía 5-4 para proclamarse campeón con medio boleto para regresar.

## Cuarto Ascenso
Fue así que en el 2003 con una buena actuación llegó a la liguilla siendo eliminado en cuartos de final, por Tapatío 4-5 global. En la final de Ascenso León era el rival así el clásico guanajuatense se disputó. El miércoles 18 de junio el Irapuato vencía a domicilio al cuadro esmeralda 2-1 con goles de Ariel González y un autogol de Gorsd. En la vuelta y antes del encuentro el Estadio Sergio León Chávez fue tomado por un comando armado presuntamente contratado por directivos del León, mismo que fue recuperado por varios aficionados Freseros de forma violenta.
Ya en la final el estadio se pintó totalmente de Rojo, En un acuerdo no se permitió afición proveniente de León, El duelo se tornó complicado, León trató de empatar el global, Aparentaba un 0-0 sin embargo La trinca no decepcionó a su afición cuando a 11 minutos del final Josias Ferreira sentenciaba al León así los freseros vencían 1-0 y de nuevo regresaba a Primera División.
Cabe mencionar que contra todos los pronósticos y con un equipo aguerrido, el Irapuato le ganó meritoriamente el título al León como claro favorito que tenía un equipo mejor formado y con varias figuras.
Apertura 2003
Con varios refuerzos provenientes del Querétaro, Los Freseros iniciaba una nueva etapa, Presentándose contra Morelia con un empate 1-1, y luego de 5 fechas alcanzó el liderato general tras vencer en Irapuato 2-0 a Tigres, sin embargo el equipo entró en una mala racha desde que fue goleado 6-1 ante Atlas de visitante en la fecha 7, por lo que la directiva le dio las gracias a José Luis Saldivar y puso a Carlos de los Cobos por 4 fechas terminando con 22 puntos y el lugar 15 de 20 equipos.

## Segunda Desaparición
En el Clausura 2004 llegó Alexandre Guimarães como entrenador y trajo al Ecuatoriano Edison Méndez y a dos Costarricenses Mauricio Solís y Rónald Gómez este último no fue del agrado de la Afición Fresera que lo abucheaba constantemente. Además se vendió al América a Ariel González lo que molestó al aficionado todavía más. Fue una temporada aceptable con 26 puntos por 6 triunfos, 8 empates y 5 derrotas. Entre algunos duelos destacados se considera el juego de la jornada 7 cuando recibe a América ganando 2-1; la peculiaridad no fue el resultado sino el hecho que una mujer árbitro por vez primera en la primera división mexicana siendo Virginia Tovar; también en juegos negativos hubo 4 empates 0-0 y los freseros sumaron una marca negativa de 489 minutos sin hacer gol; además se llevaron la peor goleada de la temporada cuando salieron masacrados de Puebla 6-0; la trinca sellaría esta etapa ganando ante Veracruz en casa 3-2 quedando a un punto de haber calificado.
Sin embargo los constantes rumores de que la Trinca era propiedad de grupos de narcos, se vendería a León o simplemente desaparecería por la inminente reducción de equipos, alejó la afición del estadio que no acudía y se registraron entradas de 2 mil personas en varios cotejos, la peor fue el juego contra Santos donde se vendieron solo 755 entradas con 1540 asistentes, (cabe mencionar que desde León donde se enlaza a todo el estado se abría la señal de Televisión para desmotivar la afición). Luego tras la conclusión del torneo Kleber Mayer presidente del club anunció que se llevaría la franquicia a Colima. Pero la Federación Mexicana de Fútbol decide reducir la liga de 20 a 18 equipos, por lo que el Irapuato junto con el Querétaro Fútbol Club es desaparecidos. Esto se da entre la sospecha de que el equipo le pertenecía al crimen organizado del centro de México, lo que derivó en una investigación de la Procuraduría General de la República y así, le Femexfut decide terminar las sospechas y desaparecer al equipo, pagando alrededor de diez millones de dólares a sus propietarios, de los que nunca se conoció su identidad real.

## Tercera Reaparición
La plaza Fresera se quedó sin fútbol en 2004 y 2005; hasta que directivos del Mérida FC para Apertura 2005 traspasan su franquicia a Irapuato, cabe mencionar que estos terceros freseros no motivaron a la afición que perdió toda la confianza y lamentablemente este equipo llegó para ser la peor Trinca Fresera de la historia pues luego de ocupar el penúltimo lugar en apertura con patéticos 14 puntos y el lugar 17 con 16 puntos para el clausura ocupa la penúltima posición del porcentaje, así debe jugar contra el Delfines de Coatzacoalcos que provenía de Segunda con global 4-3 luego de caer 3-1 en el cotejo de ida y aunque ganó el de vuelta 2-1 no le alcanzó así terminó por descender en Clausura 2006 a segunda división cerrando una página negra en la historia fresera.
En ese equipo militaron pocas figuras, se podría mencionar a Oscar Razo, Sergio Valenti y el exótico japonés Kenji Fakuda.
Así que Irapuato por vez primera vive un descenso a un tercer nivel en México aunque no sería la primera vez que los freseros militarían en dicha división, pues en años anteriores jugaban filiales de los freseros; sin embargo por los siguientes años la misma franquicia representa sin mayores logros la ciudad durante 2006, 2007 y parte de 2008 y en la actualidad aun milita en la misma división sin siquiera acercarse a una posibilidad de ascenso real.

## En Primera División 'A' de vuelta
Fue hasta Apertura 2008 cuando el Pachuca Juniors logró el ascenso a Primera "A", entonces Ramón Morató adquirió su franquicia, que fue puesta en venta por la directiva Hidalguense, para regresar a la Trinca Fresera a la Primera División 'A', dándole el nombre de: "Club Irapuato Por Siempre".
Armado con pocas esperanzas, Ricardo Rayas su entrenador apuesta por un equipo novel que sorprendió con una gran campaña, logrando ser la mejor defensiva en el torneo regular admitiendo solo 6 goles en su portería. En la liguilla en los Cuartos otra vez se encuentra al León y lo elimina con un marcador global de 2-1, en semifinal supera al Pumas Morelos 2-0, y en la Gran Final contra los Gallos Blancos de Querétaro, con quienes empataron a 0 goles en el Sergio León Chávez en el partido de ida y fueron derrotados en La Corregidora por 2 goles a cero en el juego de vuelta, siendo así subcampeones del Apertura 2008.
2009-2010
Ya en Clausura 2009 el equipo no realizó un buen torneo y no clasificó al sumar 20 puntos ubicado en 4.º lugar del grupo 2 y 17 avo lugar general. Para Apertura contrató a elementos como Diego Olsina, el regreso de Ariel González proveniente de Veracruz, el equipo protagonizó sin embargo una inesperada renuncia del entrenador Teodoro Orozco en la fecha 14, siendo relevado por Oswaldo Battocletti, el Argentino continuó el trabajo de su antecesor al concluir como líder general con 32 puntos y con el nuevo formato impuesto para esta temporada 09-10 accedió directamente a semifinales, en donde enfrentó a Veracuz, el de ida perdió 1-0 y le fue expulsado un elemento, en la vuelta los freseros golearon 3-0.
En la final enfrentó a Necaxa el de ida de nuevo perdió 1-0 anotación de Alejandro Castillo al 74' Necaxa aprovechó bien la expulsión del defensa Gandhi Vega al minuto 54. El juego de vuelta logró empatar el marcador pues ganó en tiempo regular 2-1; goles de Ariel Gonález de penal al 15', y a un servicio de Pizzichilo al 19' para aventajar el global 2-1, un descuido defensivo causó el empate global en anotación de Mauricio Romero a servicio de Marco Reina al 77'. Todo se definiría en tiempo extra donde Necaxa sorprendió iniciando el primer tiempo. Al 91’ Alejandro Castillo volvió a anotar dando ventaja a su equipo aprovechando un centro de Hurtado que sin problemas remató de cabeza. El agónico empate llegó para la Trinca al 98' cuando Jorge Manrique cobró una falta puso el balón en el ángulo izquierdo de Iván Vázquez para el 3-3 global. El 3-3 del partido y 3-4 global otra vez fue por conducto de Alejandro Castillo al 108' en otro gol de cabeza a servicio por derecha de Carlos Hurtado, en una jugada de contragolpe, Necaxa esta vez no permitió el empate replegándose totalmente aun así los Freseros se negaron a perder y con el ¡sí se puede! los aficionados trataron de impulsar a sus elementos, así Jesús Gutiérrez conectó un envió para que Vázquez salvara la ventaja enviando a tiro de esquina. Sin embargo para su afición y el mismo Irapuato no había más, los aficionados terminaron por silenciarse y resignarse comenzando a abandonar el estadio cinco minutos antes de que el partido llegara a su fin.
Para el BICENTENARIO 2010 mantuvo la base de su plantel. Luego de un regular inicio la mejoría no llegaría y solo realizan 20 puntos ubicándose en lugar 11 y no calificaría, a mediados del torneo es destituido Batocletti por Ignacio Rodríguez.
2010-2011
Apertura 2010; los freseros se colocan en los reflectores cuando anuncian ante la incredulidad que el seleccionado nacional Cuauhtémoc Blanco era contratado por los freseros ganándole el fichaje a otros clubes interesados como Veracruz que lo tenía a punto de firmarlo, Tigres e incluso equipos de la MLS como Dinamo de Houston y Chicago Fire, se estimó la operación en 2.5 millones por el año el anuncio se hizo oficial el 14 de julio de 2010, Blanco reportó a pesar de numerosos compromisos que debe cubrir y precisamente uno de ellos con el canal Fox Sports donde tiene un programa que conduce desde enero de este año y mientras militó con los escualos le hizo tener una baja de juego el torneo pasado pues debía viajar para realizar el programa.
También se anunció la contratación del chileno ex figura de Tecos, Morelia y América Reinaldo Navia que solo tuvo una tarde afortunada cuando mostró su jerarquía anotando 3 goles a La Piedad y realmente después no tendría un mayor aporte. Inicia la temporada con el técnico argentino Americo Scatolaro ganando 1-0 a Dorados con gol de Ariel González, la segunda jornada se presenta en Mérida con Blanco alineando, ocasionando un lleno en el estadio Iturralde, los freseros cayeron 1-0, la tercera jornada luego de una suspensión por una fuerte granizada el sábado por la tarde que inundo la cancha del Sergio León se reprogramó el domingo, la trinca sin argumentos perdió 2-0 con Correcaminos, de esta forma queda destituido Scatolaro y llega Ignacio Rodríguez que equilibra el equipo y consigue 26 unidades que lo califican, en los cuartos eliminan 4-3 a Durango y fue González el héroe al anotar el 3-2 en el duelo de vuelta pues los freseros son sorprendidos con un 3-0 de medio tiempo. En semifinales como el año anterior se encuentran al Veracruz con un ingrediente de jugar Blanco ahora con la trinca y quien en tiempo atrás jurara ascender los escualos; el duelo de ida registra un empate 1-1; el decisivo en el pirata fuente ganan los tiburones 3-2.

## Campeón y finalista de ascenso
En el Clausura 2011 la directiva dio de baja a Navia en tanto ratificó a Ignacio Rodríguez como técnico; ahora se mantuvieron dominando parte de la campaña y disputó directamente ser el mejor equipo contra León sin embargo en el clásico del bajío en Irapuato la fiera se lleva el duelo 2-0 y de paso se proclama líder general al sumar 34 puntos por 31 de la trinca; en cuartos de final la trinca enfrenta a Dorados que accedió como octavo ante la desafiliación del Veracruz por parte de la FMF; los freseros los eliminaron empatando 1-1 global; para semifinal su rival fue Club Neza; el duelo de ida concluye con victoria para Neza 1-0; en casa los freseros se imponen 2-0 con goles de “Parejita” López y Cuauhtémoc accediendo a la final ahora contra el campeón vigente Xolos que eliminó en su propio feudo a León. La final de ida se disputa en Tijuana empatando 1-1 goles de Alejandro Molina por los xolos y Ariel González por la trinca; el duelo que podría sentenciar todo se realizó el sábado 14 de mayo en el Sergio León Chávez, fue un juego muy reñido esto debido al planteamiento táctico-defensivo de los visitantes el encuentro se fue 0-0 pero a 4 minutos del final una jugada de desborde de Gandhi Vega envía un servicio que remato José Cruz Gutiérrez para dar el título a los freseros y la oportunidad de buscar el ascenso.
El encuentro por el ascenso se llevó a cabo el miércoles 18 de mayo de 2011 en la noche donde la trinca volvió a tener un rival sumamente precavido y defensivo, por su parte los freseros no encontraron el gol el tiempo se consumió con escasas llegadas para decretar el 0-0 del primer episodio, durante el encuentro Blanco salió lesionado y se puso en duda su participación para el de vuelta; finalmente el sábado 21 de mayo todo se definiría en el estadio caliente al filo del mediodía con cerca de 41 grados; fue un juego ahora precavido por los visitantes que perdieron a su mejor arma en Cuauhtémoc Blanco que no alineó; los xolos se lanzaron al frente buscando la ventaja; al minuto 18’ llegó una acción polémica cuando Yacuzzi disparó al marco de Martínez, el trallazo lo venció y este se estrelló al larguero y picó claramente dentro del marco y salió, el juez central Macías Romo no validó el gol.
Los fronterizos continuaron su ataque entre un desconcierto fresero y fue hasta el minuto 28; cuando Benny Corona que fue un motor en ese momento creó la jugada eludiendo a 3 elementos freseros, le cedió a Ruiz que envía un centro a Gerk en el área este devuelve el balón a un bote que Corona solo y ante la tardía salida de Martínez le bombea la pelota de cabeza; esta estrella al larguero pero ahora pico más de un metro dentro así el local se fue arriba; en ese momento se presagiaba una goleada ya que la trinca no tenía ni llegada ni juego, al 31' Irapuato pierde el balón en la salida mismo que recupera Richard Ruiz que a toda velocidad recorre 3 partes del campo sin que nadie lo marcara, le cede a Corona que adelanta el balón ante la llegada de Mauro Gerk que de potente derechazo vence a Martínez para el 2-0 que sería definitivo; al minuto 38 Margarito González de Irapuato cobra una falta envía centro que no corta bien Pineda y esta rebota sobre Alejandro Molina y se introduce para el autogol del 2-1 que fue el marcador final; Para la parte complementaria Del Olmo prefiere contragolpear sin arriesgarse a ser empatados, en tanto la trinca tuvo más tiempo el balón pero no tenía contundencia ni llegadas claras de gol, solo una ocurre al 68 cuando un centro lo remata bien Alejandro Castillo dejando parado a Pineda, desafortunadamente sale desviado, esta jugada pudo empatar, tras esto los freseros ya atacaban sin idea por lo que Tijuana solo los soporto para concluir el encuentro, de esa manera la trinca seguirá en la liga de ascenso.
2011-2013
Apertura 2011: la trinca tendría un irregular año, con Blanco alineando poco por sus lesiones, los refuerzos no tuvieron un peso ideal, la trinca debió batallar hasta la última fecha para calificar; como séptimos pero y su rival fue el León quien cobro cuantas pendientes al derrotar la trinca en ambos juegos 2-0 para con un 4-0 global avanzaran a semifinal. Luego de la eliminación la directiva destituyó a Omar Arellano.
Clausura 2012: La directiva contrata al experimentado técnico pero sin gran cosa que presumir Héctor Enrique Hugo Eugui Higo que llegaba luego de fracasar en Toluca. Mientras esto se daba Cuauhtémoc Blanco salió del club por la puerta de atrás pues jugó muy poco por sus lesiones el torneo anterior, más el adeudo millonario pues la directiva no cumple al no cubrir el pago del jugador quien con su representante demandó al club en febrero del 2012 y apareció la probabilidad que lo desafilien al no cubrir casi 19 millones de pesos en adeudos a exjugadores. Los freseros tienen un nivel muy malo, hubo una racha negativa de 5 juegos sin ganar, culminaran el campeonato con escasos 14 puntos en lugar 12.
Apertura 2012: Un torneo muy malo las expectativas radicaron en ser finalista, pero la realidad no ayudó a los freseros, en el torneo de Copa pese a derrotar en ambos duelos a Puebla no ganó más,  Toluca le venció en ambos cotejos mientras el otro poblano Lobos los goleó 4-0 de visita y empató 1-1 en casa para sumar únicos 8 puntos que lo marginaron de avanzar. Al finalizar el torneo concluye con 16 puntos en lugar 12. Más tarde la directiva debió cubrir un millonario adeudo con Cuauhtémoc Blanco al que debían 3 millones de pesos era necesario el pago pues la FMF intervendría desafiliando al club, dicho pago se realiza el 15 de diciembre pero es una realidad que un grupo de Zacatepec fue quien solventó la deuda, a cambio este grupo se apropió del 65% de acciones del club lo que supone un inminente riesgo de una nueva desaparición a partir del apertura 2013 terminando en Zacatepec probablemente.
Clausura 2013: Los freseros continúan con Héctor Medrano al frente, llegan Jorge Zamogilny, Carlos Balcázar, debutan ganando 1-0 a Estudiantes Tecos, pero viene un par de derrotas (leones negros 0-1 y Mérida 0-1) con mucha gente expulsada otros muy displicentes como Juan Carlos Silva e Iñigo Rey. Como no había mejora, llegó César Marqués como técnico pero finalmente solo rescatan 7 puntos quedando en el último lugar. En el torneo de copa la trinca ubicados en el grupo 3, contra Atlas pierden 0-2 y empatan 2-2; contra Cruz Azul empate 0-0 y derrota 1-2; contra Lobos BUAP, ganó 4-0 y empató 1-1; con 7 puntos totales queda en tercer lugar volviendo a quedar eliminado de la fase final.

## Tercera Desaparición
Al concluir el torneo de Apertura 2012; surgió el rumor que Irapuato se traspasaría a Club Zacatepec, esto debido a que por adeudos del club en la FMF recurrió a inversionistas del estado de Morelos, para evitar la desafiliación en diciembre; este grupo manejo desde un inicio que se hicieron de la mayoría de acciones del equipo y que su intención era llevar el equipo a Zacatepec; tras la culminación del torneo de Clausura 2013; "es un hecho que los freseros por siempre dejaran la ciudad", declaraba el gobernador de Morelos Graco Ramírez; Martínez aceptó ceder su porcentaje si otro club llegaba a la entidad fresera; pero aunque hubo rumores que La Piedad que finalmente ascendió a Primera División, "Los Reboceros" se mudarían a Irapuato por un año mientras su estadio era acondicionado, pero esa posibilidad en la junta del 20 de mayo es desechada, pues La Piedad sería traspasado a Veracruz; la última opción ante la inevitable salida del equipo era que los Gallos Blancos que descendieron llegaran a la ciudad y crearían un nuevo equipo de "La Trinca Fresera", sustituyendo a la actual franquicia que se trasladó a Zacatepec; pero como Jaguares y Querétaro se fusionaron esa plaza fue absorbida y así Irapuato se quedó sin fútbol en la Liga de Ascenso.

## Cuarta Reaparición
Tras esta desaparición del equipo se había hecho oficial la llegada del Unión de Curtidores, pero su presidente prefirió quedarse en León tras recibir el aval para jugar en el Estadio León, de manera que la directiva fresera no se lo esperaba.
Pese a todo esto poco después adquirieron una franquicia del Querétaro FC que militaba en la Liga Premier de Ascenso de la Segunda División de México, por lo cual jugaron el torneo Apertura 2013 en la Liga Premier de Ascenso con el plantel de la franquicia que adquirieron de Querétaro.
Esta franquicia llegó a ingresar a la liguilla de Copa de la Liga Premier de Ascenso en el Apertura 2013, en donde llegaron a la final contra Cruz Azul Jasso y la perdieron por marcador global de 1-0, de esta manera el Irapuato quedaba subcampeón. Al finalizar este torneo la franquicia se regresó a Querétaro, esto debido a la reestructuración que hubo en el Grupo Delfines y que decidió que el equipo que jugó en el Apertura 2013 en el Estadio Sergio León Chávez, como Irapuato, volviera a sus raíces para jugar ya sea en el Estadio Corregidora o en el de La Cañada.
El 30 de mayo de 2014, Enrique Bonilla, director general deportivo del Ascenso MX, dio a conocer la irrupción del Irapuato, en lugar de Ballenas Galeana, que debió cambiar de residencia debido a problemas de carácter económico, mismos que fueron resueltos por empresarios guanajuatenses que a su vez pidieron que el equipo se traslade a este estado. Por otro lado, circuló una carta del Presidente de la Asociación Civil de Club Irapuato, J. Concepción Enríquez dirigida a Enrique Bonilla, secretario general del Ascenso MX, donde en la AC se declaran como propietarios de la marca, nombre y escudo del equipo Irapuato.
La llegada de este equipo comenzó con una fuerte campaña donde su eslogan fue "Esta Trinca no se va", asegurando a la afición que la intención es permanecer en la plaza. Además de una supuesta remodelación al estadio con el fin que cumpla los requisitos que pedía la Federación Mexicana de Futbol para poder ascender a primera división. El nombre y escudo oficial fue "Club Irapuato FC".
Para el apertura 2014, el equipo debuta con poco recibimiento de la afición y jugadores pocos relevantes, además de no haber tenido buenos resultados en cancha y las entradas solo fueron buenas en partidos de Copa MX al llegar equipos de primera división. Ante los malos resultados, la directiva quiso motivar a los aficionados para asistir al estadio con una promoción llamada "Si perdemos te regresamos tu dinero", noticia que le dio la vuelta al mundo pues fue el primer club en la historia en hacer algo así, el partido fue contra Correcaminos, el cual los freseros perdieron por un gol. Pese a no lograr la meta de aficionados para poder regresar el dinero, la directiva cumplió siempre y cuando los aficionados tuvieran el boleto.  El equipo finalizó en la posición 12 de la tabla general con 3 partidos ganados, 3 partidos empatados y 7 partidos perdidos.
En el Clausura 2015, con rumores sobre una supuesta mudanza y la poca motivación que dio el equipo tras la temporada pasada, el equipo finalizó en la posición 10 con 4 partidos ganados, 4 partidos empatados y 5 partidos perdidos.

## Cuarta desaparición
Paso un año para que nuevamente la ciudad se quedara sin futbol, tras meses de rumores sobre una supuesta mudanza a Murciélagos Fútbol Club en Guamúchil (Sinaloa) se concreto en junio de 2015, los motivos fue por falta de apoyo del municipio y la pobre taquilla de los aficionados.

## Quinta reaparición
La ciudad no paso por mucho tiempo para volver a tener futbol, para el apertura 2015 Irapuato contó nuevamente con futbol pero esta vez en la Segunda División de México y bajo propiedad de Desarrolladora de Fútbol México ALC S.A. de C.V. quienes fueran dueños del Celaya Fútbol Club.
El equipo llegó en más de dos ocasiones a enfrentar a Tlaxcala Fútbol Club en el apertura 2016 y clausura 2017, mismos que los freseros no pudieron vencer. Cabe resaltar que Tlaxcala no logró su ascenso al no cumplir los requisitos en su estadio, por lo que existió la posibilidad que Irapuato tomara su lugar al ser subcampeón pero el estadio no contaba con butacas que fue requisito indispensable.
Para el apertura 2017, nuevamente el equipo llegaría a la final enfrentando a Tepatitlán, siendo la final de vuelta como visitantes, sin embargo otra vez los freseros se quedaban como subcampeones.
Los problemas con los propietarios de la franquicia comenzaban: los aficionados se llegaron a manifestar por el alza de los boletos y el poco apoyo a las barras de animación, mismas que dejaron de asistir al estadio. Además que comenzaron los problemas con Club Deportivo Irapuato A.C. acusándolos de "mentirosos y fariseos" en voz de su presidente Juan Manuel Albo Moreno.
El equipo no lograría un buen resultado en el clausura 2018, mientras que Club Deportivo Irapuato A.C. impulso al empresario Jorge Rocha a comprar el equipo a Desarrolladora de Futbol Mexicano.
Para la temporada 2018-19, Jorge Rocha pasa a administrar el equipo, mientras que Desarrolladora de Futbol Mexicano permanecería siendo dueño de la franquicia. El equipo comenzó una campaña catalogandolo como "Una nueva era", con nueva plantilla y entrenador.
Dentro de los cambios fue el regresar los partidos de local a las 7 de la noche, además de tener buenos resultados al mando de Carlos Bracamontes que llevó al equipo en primer lugar de la tabla general.
El equipo fresero caería en cuartos de final ante Cruz Azul Hidalgo que logró avanzar por el gol de visitante. Este partido marco un momento especial, pues al término del partido los aficionados invadieron la cancha para consolar a los jugadores y celebrar como si hubiesen ganado la final.
Los problemas nuevamente aparecían, pues hubo ruptura entre Club Deportivo Irapuato A.C. y Jorge Rocha, por lo que obligó al empresario a cambiar el nombre y escudo a "Atlético Irapuato" para la temporada 2019-2020 y una campaña llamada "Renace la pasión". Mientras que Club Deportivo Irapuato A.C. comenzó una campaña de desprestigio en contra del empresario.
La temporada 2019-2020 se vio obligada a detenerse en marzo de 2020 ante la Pandemia de COVID-19, siendo el último partido como local contra Tlaxcala y contra La Piedad de visita, siendo este jugado a puerta cerrada y siendo el último partido disputado en toda la temporada.
Pandemia, el cambio de franquicia y la polémica del ascenso.
En febrero de 2020, se anuncia la remodelación del Estadio Sergio León Chávez con una fuerte inversión entre el gobierno estatal y municipal, causando polémica al invertir recursos públicos en una propiedad privada, el estadio pasaba a ser usufructo al municipio por 25 años.
Tras la suspensión del torneo, el conflicto entre la asociación civil y Jorge Rocha continuaba, pues se aseguraba que este último es un mentiroso y no era propietario de la franquicia, mientras que Rocha aseguraba ser dueño de la franquicia y tener un comodato por más tiempo, mismo que no logró acreditar.
Meses después, se confirmó que Jorge Rocha solo fue administrador de la franquicia y nunca logró liquidar la compra de la misma, por lo que, una vez suspendido el torneo, Desarrolladora de Futbol Mexicano nuevamente tomo las riendas de su franquicia y congelando la misma.
En agosto de 2020, el gobierno municipal anuncia la llegada de una nueva franquicia, ahora de la mano con Proyecto Tecamachalco 2000, propiedad de la familia San Román. En una rueda de prensa virtual fue presentado a Javier San Román como dueño y presidente, el cual dejó en claro que la franquicia era de su propiedad y no tenía nada que ver con la franquicia de Celaya.
El proyecto fue ascenso en un año a Liga de Expansión por la vía deportiva o por escritorio, pues contaban con la franquicia que anteriormente fue Alebrijes de Oaxaca y permaneció congelada.
El comodato fue firmado por el municipio de Irapuato y Proyecto Tecamachalco a un año con promesa de renovar a 7 en caso de conseguir ascenso, esto al tener en posesión el estadio por 25 años, mientras que los derechos del escudo y nombre seguían en posesión de Club Deportivo Irapuato A.C.
El equipo debutó en octubre de 2020 tras aplazar las primeras jornadas por contagio en todo el equipo, se regreso el nombre y escudo de Club Deportivo Irapuato.
En la primera vuelta no fueron los mejores por lo que fue cesado Manuel Rivera como DT y Javier San Román, quien fuera el dueño y presidente, pasó a ser el DT del equipo, causando noticia en todo el mundo pues fue el primer presidente en ser director técnico de su club, al igual que las burlas por compararlo con 'Chava' Iglesias de la serie Club de Cuervos.
Para el primer partido de la segunda vuelta, Irapuato rescató el punto extra tras empatar contra Cruz Azul Hidalgo. Para el segundo partido contra Cuautla, se logra obtener autorización para que los aficionados ingresen al estadio por primera vez desde pandemia y tras la primera etapa de remodelación. El partido terminó 2 a 1 a favor de los freseros.
Tras una serie de malas rachas y cambios en el equipo, los resultados comenzaron a cambiar terminando en la 3.ª posición de la tabla, clasificando a la liguilla.
En cuartos de final Irapuato se enfrenta a Reboceros de la Piedad, en el partido de ida celebrado en el estadio Estadio Juan Nepomuceno López los freseros comenzaban ganando el partido pero los locales terminaron por empatar el partido, para la vuelta los freseros lograron rescatar el marcador a su favor avanzando a semifinales.
Para la semifinal los freseros se enfrentaron ante Inter Playa del Carmen. En el partido de ida en el Estadio Sergio León Chávez el partido termina a cero goles y en la vuelta los freseros con gol de último minuto logran instalarse en la final, sin embargo en el encuentro Javier San Román fue expulsado por insultar al árbitro, luego de que este le llamara "junior", lo cual terminó en una sanción de 8 encuentros suspendido.
El partido de ida se celebró en Irapuato, donde el estadio llegó a un 80% de su capacidad causando polémica al permitir gran afluencia en medio de una pandemia. El marcador final fue 2 a 0 a favor de los freseros.
Para la vuelta, el partido estaba programado para celebrarse en Estadio 10 de diciembre, sin embargo por los conflictos entre la Cooperativa La Cruz Azul S.C.L y la directiva del equipo cementero, el partido tuvo que celebrarse en el Estadio de la Ciudad de los Deportes a puerta cerrada, regresando a ocupar dicho estadio después de varios años de mudarse al Estadio Azteca.
El partido fue transmitido por TUDN, siendo primera vez que dicha televisora transmite una final de Segunda División de México en varios años. En Irapuato, ante la decisión de jugar a puerta cerrada, se instalaron pantallas en diversos puntos de la ciudad para que los aficionados pudieran ver el encuentro. 
Tanto en el partido de ida como de vuelta, en el protocolo se rindió un minuto de silencio en memoria de las víctimas del Accidente del Metro de la Ciudad de México de 2021, tal y como se realizó en Primera División de México.
El partido de vuelta comenzó a las 12 p. m. tiempo del centro de México, este encuentro causó revuelo pues se enfrentaban equipos histórico como lo fue Club Irapuato y Cruz Azul Hidalgo, teniendo algo coincidencia pues en el 2000 ambos equipos se enfrentaron por el ascenso a primera división. 
Los cementeros se fueron arriba del marcador en el primer tiempo, teniendo el global 2 a 1 en favor de los freseros. Para el segundo al poco tiempo, Armando González Sandoval anotó el gol que le daba el campeonato a los freseros.
Después de la premiación, el equipo partido rumbo a Irapuato, donde se organizó una celebración para recibir a los jugadores y posteriormente una caravana por toda la ciudad hasta llegar al estadio.
A los pocos días después del campeonato, comenzaron los procesos de certificación para poder ser ascendido a Liga de Expansión MX en calidad de invitado, durante este proceso el estadio no logró pasar en primera instancia por los locales establecidos a su alrededor. Aunque no fue impedimento para continuar la certificación.
En julio, después de semanas de incertidumbre, la FMF concluye que dicho equipo no cumplió con los requisitos económicos para la certificación y por consecuencia no pudo ser invitado a la siguiente categoría. Cabe resaltar que el equipo ya se encontraba en pretemporada. Al ser notificados sobre esto, los jugadores rompieron concentración y regresaron a Irapuato para posteriormente regresar a sus hogares.
La negativa de ascenso tuvo diversas reacciones y controversias: 
- Los aficionados freseros comenzaron una fuerte campaña en contra de la FMF, haciendo un movimiento llamado "Sin ascenso no hay mundial" e incentivando a gritar a los aficionados "puto" para que la FIFA sancionara a la FMF y dejarlo fuera de la Copa Mundial de Fútbol de 2022. Dicha campaña tuvo relevancia en todo el país logrando que se censurara dicho grito en las transmisiones de los partidos de la Selección Mexicana.
- Fernando San Román realizó diversas declaraciones tanto en televisión como en periódico, acusando a Alejandro Irarragorri y a la FMF de corrupción. Esto mediante una columna en el periódico Reforma membretado como Club Irapuato y una entrevista en el programa Fútbol Picante de la cadena ESPN Latinoamérica. Dicha entrevista le costó la inhabilitación por 5 años, impidiendo que forme parte o administre un equipo de futbol en cualquier liga de la Federación Mexicana de Fútbol Asociación.
- Sanción económica al Club Irapuato por la columna escrita en el Reforma.

## Quinta desaparición
Tras la negativa de ascenso, Javier San Román decide no seguir participando en la Segunda División de México al igual que el resto de la directiva, además de la ruptura en la relación con su padre Fernando San Román por los comentarios realizados en televisión. Pues aseguró que planeaban realizar una junta con los directivos de la FMF con el fin de reconsiderar su participación en la Liga de Ascenso.
Además, el gobierno de Irapuato comenzó las gestiones para concluir el comodato firmado un año antes, pues se había acordado que sería renovado 7 años después solo en caso de obtener el ascenso a la siguiente categoría, cosa que no sucedió.
La franquicia quedó congelada y sin opción de ser trasladada o reutilizada con la inhabilitación de Fernando San Román. Mismo que comenzó una demanda en contra del municipio pues aseguraba que el comodato aun tenía validez. 
Semanas después, tras una fuerte tormenta en la ciudad, el techo de la zona norte del estadio se desprendió y terminó detrás del estadio, posterior a esto, Club Deportivo Irapuato A.C. denuncio irregularidades en el estadio y acusó a Ricardo Ortiz y Francisco Chacón de desvió de recursos y mala remodelación. Demanda que concluyó en 2023 al desistir ambas partes, cancelando el contrato de usufructo con el municipio y el estadio nuevamente era posesión de la asociación civil.

## Sexta reaparición
Irapuato regresaría al futbol profesional tras dos años de ausencia y en medio de pleitos legales y una novela entre gobierno y asociación civil por el estadio.
Tras el ascenso a la Serie A de Alebrijes de Oaxaca de la Segunda división de México, sus dueños buscaron llevar el equipo a Irapuato aunque sin su nombre y escudo original por conflictos con la Asociación Civil dueña del estadio y escudo.
Al mismo tiempo, la empresa local Healthy People, quien desde 2021 tuvo interés en mantener la franquicia de la familia San Román, buscó la certificación que les permitiera tener un equipo en segunda división, dicho proyecto estuvo respaldado por la AC.
Los principales problemas que existieron fue el pleito legal que mantenía la AC en contra del municipio, la misma acusaba a la alcaldesa Lorena Alfaro de no tener interés en desistir las demandas mientras que la edil acusaba a los dirigentes de la asociación civil de no retirar la demanda en caso de que no fuera la empresa Healthy People la que recibiera apoyo.
Tras la intervención del gobernador del estado, las demandas se retiraron y Healthy People recibió el aval de la Federación Mexicana de Futbol para tener un equipo de futbol de segunda división. Mientras que la franquicia de Alebrijes de Oaxaca fue trasladada a Reynosa.
Por mucho tiempo la empresa dueña de la franquicia mantuvo silencio llegando a generar dudas entre la afición que poca confianza tenía en el proyecto. Fue hasta junio de 2023 que se convocó a una rueda de prensa para presentar a la directiva del proyecto, el cual quedó conformado de la siguiente manera:
- Tania Lara, quien funge como apoderada legal de Healthy People, se convierte en la presidenta del equipo
- Constancio Laguna, quien en anteriores proyectos deportivos ha formado parte, regresa como director deportivo

Además se nombró a Luis Fernando Soto como director técnico del club.
En el tema del estadio, se realizó una intervención para dejarlo en condiciones de jugar, y fue hasta la jornada 2 de temporada 2023-2022 de la Liga Premier cuando Irapuato debutó en casa en una gran entrada pero a la vez una pobre logística para ingresar y en medio de la lluvia, Irapuato empató 1 a 1 contra Lobos ULMX.
En el año 2025, la Asamblea de dueños de la Liga de Expansión MX aceptaría que el Club Deportivo Irapuato jugaría la Liga de Expansión MX en la temporada 2025-26, pero esta invitación estaría marcada por un conflicto entre los dueños del Irapuato, Healthy People, y el Club Deportivo Irapuato A.C, dueños del Estadio Sergio León Chávez, debido a que Healthy People no firmó un contrato donde establecia que tenía que pagar 60 mil pesos mensuales para usar el escudo, los colores, y el nombre Club Deportivo Irapuato, además, Healthy People tenía que pagar 600 mil pesos mensuales para el mantenimiento del Estadio Sergio León Chavez, pero ambas partes llegaron a un acuerdo y se decidió que el Irapuato jugaría en Liga de Expansión MX